# Макки, Роберт
Роберт Макки (англ. Robert McKee) — американский сценарист, теоретик искусства написания киносценариев.
Родился в 1941 году, является творческим инструктором сценаристов. Стал широко известен благодаря написанной им «Истории на миллион долларов» (англоязычный оригинал — «Story»), которая является пособием для многих сценаристов Голливуда.
Роберт Макки является одним из наиболее широко известных учителей сценарного искусства. Известные писатели и актеры, такие как Джеффри Раш, Пол Хаггис, Акива Голдсман, Уильям Голдман, Джоан Риверс, Роб Роу, Дэвид Боуи, Кирк Дуглас, Джон Клиз, Стивен Прессфилд, и многие другие приняли участие в его семинарах.

## Начало карьеры
Роберт начал свою театральную карьеру в возрасте 9 лет, играя главные роли в театре «Мартин Шумейкер». В основном играл подростков в театральных постановках в родном городе Детройт, штат Мичиган. После получения стипендии Эванса он учился в Мичиганском университете и получил степень бакалавра в области английской литературы. Будучи студентом, он являлся режиссёром более тридцати спектаклей.

## Запуск семинаров «Story»
В 1983 году Макки поступил на факультет школы кино и телевидения при университете Южной Калифорнии (USC), где он начал предлагать свой знаменитый семинар STORY. Через год стартовало активное распространение программы курса, что вызвало аншлаг по всему миру.
С 1984 года более чем 50.000 студентов записались на семинар в разных городах мира (Лос-Анджелес, Нью-Йорк, Лондон, Париж, Сидней, Торонто, Бостон, Лас-Вегас, Сан-Франциско, Хельсинки, Осло, Мюнхен, Тель-Авив, Окленд, Сингапур, Барселона, Стокгольм, Сан-Паулу и многих других).

## Литературные произведения
- Персонаж. Искусство создания образа на экране, в книге и на сцене (перевод с английского) - Альпина Диджитал — 429 стр. - ISBN 9785001397786
- История на миллион долларов: Мастер-класс для сценаристов, писателей и не только (перевод с английского; 10-е издание) – Москва: Альпина нон-фикшн, 2021 – 456 стр. – ISBN 978-5-91671-824-9
- Сториномика. Маркетинг, основанный на историях, в пострекламном мире (перевод с английского) — Москва: Альпина нон-фикшн, 2018 - 262 стр. - ISBN 978-5-0013-9066-4
- Диалог: Искусство слова для писателей, сценаристов и драматургов (перевод с английского) – Москва: Альпина нон-фикшн, 2018 – 318 p. – ISBN 978-5-91671-844-7